# The Wanderer (chanson de Dion)
The Wanderer est une chanson écrite par Ernie Maresca et interprétée par Dion en 1961.
La chanson est classée à la 243e position du classement Rolling Stone des 500 plus grandes chansons de tous les temps.
Il existe plus d'une cinquantaine de reprises dont plusieurs ont été classées, la plus populaire en Europe étant celle de Status Quo en 1984.

## Version de Dion
Ernie Maresca vient de co-écrire Runaround Sue avec Dion. Il écrit The Wanderer pour Nino and the Ebb Tides (en) mais ceux-ci préfèrent une de ses autres compositions. Dion le récupère et le titre sort en face B de The Majestic, chanson sélectionnée et imposée par sa maison de disque.
Les stations de radio préfèrent la face B et c'est donc The Wanderer qui s'imposent sur les ondes : la chanson, catégorisée comme rock and roll, rhythm and blues ou pop,,, entre au Billboard en décembre 1961 et atteint la seconde place au début de l'année 1962, derrière Duke of Earl de Gene Chandler.
La chanson raconte l'histoire d'un voyageur et de ses amours passagers. Dans la version démo de Maresca, les paroles mentionnent "with my two fists of iron and my bottle of beer" mais elles furent modifiées en "with my two fists of iron but I'm going nowhere" par demande de la maison de disque. Les chœurs sont enregistrés par les Del-Satins, non crédités.
Les droits de la chanson ainsi que de Runaround Sue ont été rachetés par Michael Jackson pour compléter son catalogue Mijac. Sony a récupéré le catalogue en 2012, et donc les droits sur ces chansons.

### Classement
Le titre entre au Billboard le 4 décembre 1961 à la 79e position. Il atteint la seconde place après 12 semaines de présence et reste au total 18 semaines dans le classement américain. Au Royaume-Uni, le titre se classera durant 12 semaines, culminant à la dixième position.
| Classement (1962)                           | Meilleure position |
| ------------------------------------------- | ------------------ |
| États-Unis (Billboard Hot 100)              | 2                  |
| États-Unis (CashBox Top 100)                | 3                  |
| Canada (CHUM Hit Parade)                    | 6                  |
| Australie (Kent Music Report Top 100)       | 1                  |
| Australie (4BC (en) Official Top 40)        | 2                  |
| Royaume-Uni (UK Singles Charts)             | 10                 |
| Nouvelle-Zélande (UK Singles Charts)        | 2                  |
| Belgique (Ultratop 50 Belgique francophone) | 33                 |

En 1976, un réenregistrement de Dion atteint la 19e place au UK Single Charts.
La chanson est classée à la 243e position du classement Rolling Stone (239e dans sa première version).

### Classement annuel
| Classement                      | 1962 |
| ------------------------------- | ---- |
| États-Unis (Billboard Year End) | 12   |
| États-Unis (CashBox Year End)   | 9    |

### Commentaires de Dion
The Wanderer, c'est de la musique noire aux accents italiens. C'est ma perception de chansons telles I'm a Man de Bo Diddley ou Hoochie Coochie Man de Muddy Waters. Mais The Wanderer est vraiment une chanson triste. Beaucoup de gars ne le comprennent pas. Bruce Springsteen était le seul à transmettre précisément ce qu'elle signifiait ("I roam from town to town and go through life without a care, I'm as happy as a clown with my two fists of iron, but I'm going nowhere."). Dans les années 1950, on n'avait pas l'habitude de voir les choses si négativement. Ça sonne comme un titre amusant mais cela traite d'un gars perdu qui ne sait pas où aller.
L'autre source d'inspiration était Kansas City, parce que la chanson était populaire à l'époque et je l'aimais beaucoup. L'idée du gamin qui se balade... Je pense que son nom était Jackie Burns. Il était marin et était couvert de tatouages, comme 'Flo' sur son bras gauche, 'Mary' sur son bras droit. 'Janie' était la fille avec qui il allait passer la prochaine nuit et il recouvre le tatouage 'Rosie' qu'il avait sur la poitrine par un navire de guerre. Chaque fois qu'il rencontrait une fille, il avait un nouveau tatouage. Ce gars méritait une chanson !" (BlueSwax 2009)
C'est une chanson plus profonde que ce que les gens peuvent penser. Pour les paroles 'Oh well, I roam from town to town/I go through life without a care/And I'm as happy as a clown/I with my two fists of iron and I'm going nowhere.', [...] j'ai utilisé une image de Pagliacci. Quand j'étais enfant, mon grand-père m'emmena à l'opéra et cela a inspiré la chanson". (Spinners 2012)

## Version(s) de Status Quo
En 1984, le groupe est en sursis. Ils sont contractuellement tenus de réaliser une compilation et un 45 tours. Francis Rossi, Rick Parfitt et Alan Lancaster décident d'enregistrer des reprises, étant à court de créations originales. Le single sort le 19 octobre et réalise la meilleure entrée dans plusieurs classements européens .
Le clip vidéo dans lequel le groupe parcourt les rues de Londres dans la remorque d'un camion est réalisé par Bob Young.
| Classement (1984)                 | Meilleure position |
| --------------------------------- | ------------------ |
| Irlande (Irish Charts)            | 3                  |
| Suisse (Swiss Charts)             | 10                 |
| Royaume-Uni (UK Singles Chart)    | 7                  |
| Belgique (Ultratop 50 Singles VL) | 9                  |
| Pays-Bas (Dutch Charts)           | 6                  |

Leur reprise est un classique de leur répertoire, souvent joué en live et régulièrement présent sur leurs compilations.
En 1990, Status Quo enregistre le single Anniversary Waltz Part I. Le titre-medley se compose de Let's Dance, Red River Rock (en), No Particular Place to Go, The Wanderer, I Hear You Knocking, Lucille et Great Balls of Fire. Le titre, enregistré en une seule prise, atteint la seconde place au classement officiel anglais et la troisième place en Irlande.
Le 30 août 1992, le groupe est invité sur la scène Party in the Park Festival organisé par la BBC Radio One dans le Sutton Park à Birmingham. À 18h, Status Quo entame un set de 45 minutes composé de quelques-uns de leurs plus grands succès. Les musiciens terminent leur concert par un medley créé pour l'occasion, constitué de The Wanderer, Marguerita Time, Living on an Island, Break the Rules, Something 'Bout You Baby I Like et The Price of Love. Le medley est enregistré en direct puis pressé sans passage en studio pour enfin sortir le 25 septembre sous le titre Roadhouse Medley (Anniversary Waltz Part 25). Le single se classe à la 21e position au Royaume-Uni et la 27e place en Irlande. Il est présent sur l'album Live Alive Quo.
Une version remasterisée de leur reprise de 1984 est présente sur la réédition de l'album Back to Back en 2006.

## Autres reprises
The Wanderer a été régulièrement repris au travers des décennies par de nombreux interprètes dont Arthur Alexander, Adam Faith, Gary Glitter, The Beach Boys, Bruce Springsteen ou encore James Last.
Plusieurs d'entre elles furent classées :
- Leif Garrett (US #49[27], CAN #58[28] 1978)
- Dave Edmunds (US Rock #35, 1987)[29]
- Eddie Rabbitt (en) (US Country #1[30], CAN Country #1[31], 1988)

### Adaptations en langues étrangères
| Langue      | Année | Titre                   | Adaptation                              | Interprète(s)                                                  |
| ----------- | ----- | ----------------------- | --------------------------------------- | -------------------------------------------------------------- |
| Portugais   | 1963  | O Lobo Mau (Lobo Mau)   | Hamilton di Giorgio                     | Renato e Seus Blue Caps & Erasmo Carlos, Roberto Carlos (1965) |
| Français    | 1968  | Le Vagabond             | André Salvet, Lucien Morisse            | Richard Anthony, Les Graffiti's (2014)                         |
| Néerlandais | 1998  | Ik zie ze veel te graag | Sam Gooris, Berre Bergen, Mon 's Jegers | Sam Gooris                                                     |
| Allemand    | 1962  | Ich bin ein Wanderer    | Günter Loose                            | Ted Herold                                                     |
| Allemand    | 2007  | Der Anmacher            | Peter Kraus                             | Peter Kraus                                                    |
| Norvégien   | 1990  | På Vål'enga             | Eldar Vågan                             | Vazelina Bilopphøggers                                         |
| Danois      | 1992  | Volleborg               | Flemming Bamse Jørgensen                | Bamses Venner                                                  |

## Utilisation dans les médias
Plusieurs films ont repris la chanson dans leur bande originale :
- Les Seigneurs en 1979[34].
- En 1993, dans Un flic et demi, chanté par Ray Sharkey dans le rôle de Vinnie Sharkey[35].
- En 2000, Mel Gibson chantonne le titre dans le film Chicken Run[36].
- En territoire ennemi en 2001[20].

On peut également l'entendre
- dans la série Lost Girl : la chanson est régulièrement utilisée durant les saisons 3, 4 et 5 pour désigner le personnage du même nom (le Wanderer)[37],[38].
- dans l'épisode En rade dans l'Indiana : 2e partie de la quatrième saison de la série À la Maison Blanche[39].
- en 1995 lorsque la marque Black & Decker la réinterprète pour une série de publicités consacrées à sa lampe "Snake Light"[40],[41].
- dans le jeu vidéo Fallout 4 : on l'entend dans la bande-annonce officielle[42] ainsi que dans les morceaux diffusés sur Diamond City Radio.